# Princ George William
Princ George William Britský (13. listopadu 1717 – 17. února 1718) byl členem britské královské rodiny, druhým synem prince a princezny z Walesu (později král Jiří II. a královna Karolína). Zemřel ve věku 3 měsíců a 4 dnů. Byla provedena pitva, aby se prokázalo, že zemřel na nemoc a ne kvůli odloučení od matky. Byl pohřben ve Westminsterském opatství.

## Život
Prince George William se narodil v St James's Palace v Londýně dne 13. listopadu 1717. Jeho otcem byl Jiří, princ z Walesu a syn krále Jiřího I. Jeho matkou byla Karolína z Ansbachu, dcera knížete z Ansbachu. Dvacet šest dní po svém narození byl pokřtěn londýnským arcibiskupem Johnem Robinsonem. Jeho kmotry se stali jeho dědeček Jiří I., vévoda z Newcastlu a vévodkyně ze St. Albans.
Křtiny George Williama rozpoutaly rodinnou hádku. Rodiče chtěli pro svého syna jméno Louis a jeho sponzory se měla stát pruská královna a vévoda z Yorku. Král pro něj ale vybral jméno George William a jako jeho kmotra zvolil nejvyššího komořího vévodu z Newcastlu. Princ Jiří z Walesu ale vévodu z Newcastlu nesnášel a kvůli tomu byl na něj jeho otec král naštvaný. Po této události byl princ z Walesu i s manželkou vyhoštěn z královského dvora a poslán do Leicesteru, zatímco jejich malý syn musel zůstat v péči krále. Pohádali se přímo během ceremoniálu. Karolína po odchodu z dvora bez svého dítěte vážně onemocněla a často omdlévala. Tajně své děti navštěvovala bez vědomí krále, avšak k tomu nebylo mnoho příležitostí. V lednu roku 1718 král ustoupil a povolil Karolíně navštěvovat děti bez omezení. V únoru malý George William onemocněl a král tak povolil návštěvy obou rodičů v Kensingtonském paláci bez jakýchkoliv omezení. Když nakonec George William zemřel, byla provedena na jeho tělíčku pitva a bylo zjištěno, že měl na srdci malý nádor.
Malý princ zemřel ve věku tří měsíců, dlouho předtím, než se jeho otec stal králem. Jeho rodiče vinili z jeho smrti krále Jiřího I., jelikož je vyhnal ze St. James's Palace, zatímco Geroge William zde musel zůstat. I když se nikdy nezjistilo, co bylo příčinou úmrtí malého prince, tato událost výrazně zhoršila vztah mezi otcem a synem.